# Pomacentrus grammorhynchus
Pomacentrus grammorhynchus là một loài cá biển thuộc chi Pomacentrus trong họ Cá thia. Loài này được mô tả lần đầu tiên vào năm 1928.

## Từ nguyên
Từ định danh grammorhynchus được ghép bởi hai âm tiết trong tiếng Hy Lạp cổ đại: grámma (γράμμα, "dòng chữ") và rhúnkhos (ῥύγχος, "mõm"), hàm ý đề cập đến các vệt sọc trên mõm của loài cá này.

## Phạm vi phân bố và môi trường sống
Từ đảo Đài Loan, phạm vi của P. grammorhynchus trải dài đến vùng biển các nước Đông Nam Á ở Tây Thái Bình Dương, trải dài về phía đông đến các đảo quốc ở Melanesia, Palau và đảo Pohnpei (Liên bang Micronesia). P. grammorhynchus sinh sống tập trung gần những rạn san hô viền bờ và trong các đầm phá ở độ sâu đến 12 m.
Tại Việt Nam, loài này được ghi nhận tại bờ biển cù lao Chàm, Ninh Thuận, quần đảo An Thới, quần đảo Nam Du và quần đảo Hà Tiên (Kiên Giang) cũng như tại Côn Đảo.

## Mô tả
Chiều dài lớn nhất được ghi nhận ở P. grammorhynchus là 13 cm. Cơ thể của P. grammorhynchus có màu nâu nhạt với một vệt đốm xanh lam ở rìa trên cuống đuôi. Vây đuôi phớt màu cam. Cá con có màu sắc sặc sỡ hơn: màu vàng với các vệt sọc màu xanh óng từ mõm kéo dài ngược ra sau lưng; vây lưng có đốm đen lớn viền xanh.
Số gai ở vây lưng: 13; Số tia vây ở vây lưng: 14–15; Số gai ở vây hậu môn: 2; Số tia vây ở vây hậu môn: 14–15; Số tia vây ở vây ngực: 17–18; Số gai ở vây bụng: 1; Số tia vây ở vây bụng: 5; Số lược mang: 26–30; Số vảy đường bên: 16–17.

## Sinh thái học
Thức ăn của P. grammorhynchus bao gồm tảo và các loài động vật phù du. Cá đực có tập tính bảo vệ và chăm sóc trứng.